# Atractus boulengerii
Atractus boulengerii este o specie de șerpi din genul Atractus, familia Colubridae, descrisă de Peracca 1896. Conform Catalogue of Life specia Atractus boulengerii nu are subspecii cunoscute.